# Carla Hayden
Carla Hayden   (Tallahassee, 10 d'agost de 1952) és una bibliotecària estatunidenca i la catorzena bibliotecària del Congrés. És la primera dona i la primera afroamericana a ocupar el càrrec. També és la primera bibliotecària professional nomenada per al lloc en més de seixanta anys.
Entre 1993 i 2016, va ser directora executiva de la biblioteca pública Enoch Pratt a Baltimore, Maryland. De 2003 a 2004 va ser presidenta de l'American Library Association (ALA). Durant la seva presidència, va manifestar-se contra la Llei Patriòtica dels Estats Units.

## Biografia
Hayden és filla de Colleen Hayden (nascuda Dowling), una treballadora social, i Bruce Kennard Hayden, Jr., director del Departament de Cordes de la Universitat Agrònoma i Mecànica de Florida en Tallahassee. Els seus pares es van conèixer mentre assistien a la Millikin University en Decatur, Illinois. Hayden va créixer a Queens, Nova York, i, quan tenia deu anys, els seus pares es van divorciar i es va mudar amb la seva mare a Chicago, Illinois. Tenia un germanastre més jove del segon matrimoni del seu pare, Bruce Kennard Hayden III, que va morir en 1992.
Per part de la família materna ve d'Helena, Arkansas. La part materna del seu pare, es va establir finalment en Du Quoin, llinois. El seu pare havia estat esclau, la qual cosa es relata en el llibre, És bo ser negre, de Ruby Berkley Goodwin.
Hayden va explicar que la seva passió per la lectura es va inspirar en Bright April, de Marguerite de Angeli, el llibre de 1946 sobre una jove afroamericana que estava en els Brownies. En la South Shore High School de Chicago, Hayden es va interessar pels llibres sobre història britànica i «misteris acollidors». Va assistir al MacMurray College en Jacksonville, Illinois, i més tard es va traslladar a la Universitat Roosevelt.
Si bé li agradaven molt les biblioteques, no ho va considerar una possibilitat fins que es va graduar a la Universitat Roosevelt amb l'especialització de ciències polítiques i història africana el 1973. Va obtenir el seu màster en Biblioteconomia el 1977 i un doctorat en Biblioteconomia el 1987, tots dos a la Facultat de Biblioteconomia de la Universitat de Chicago.

## Carrera

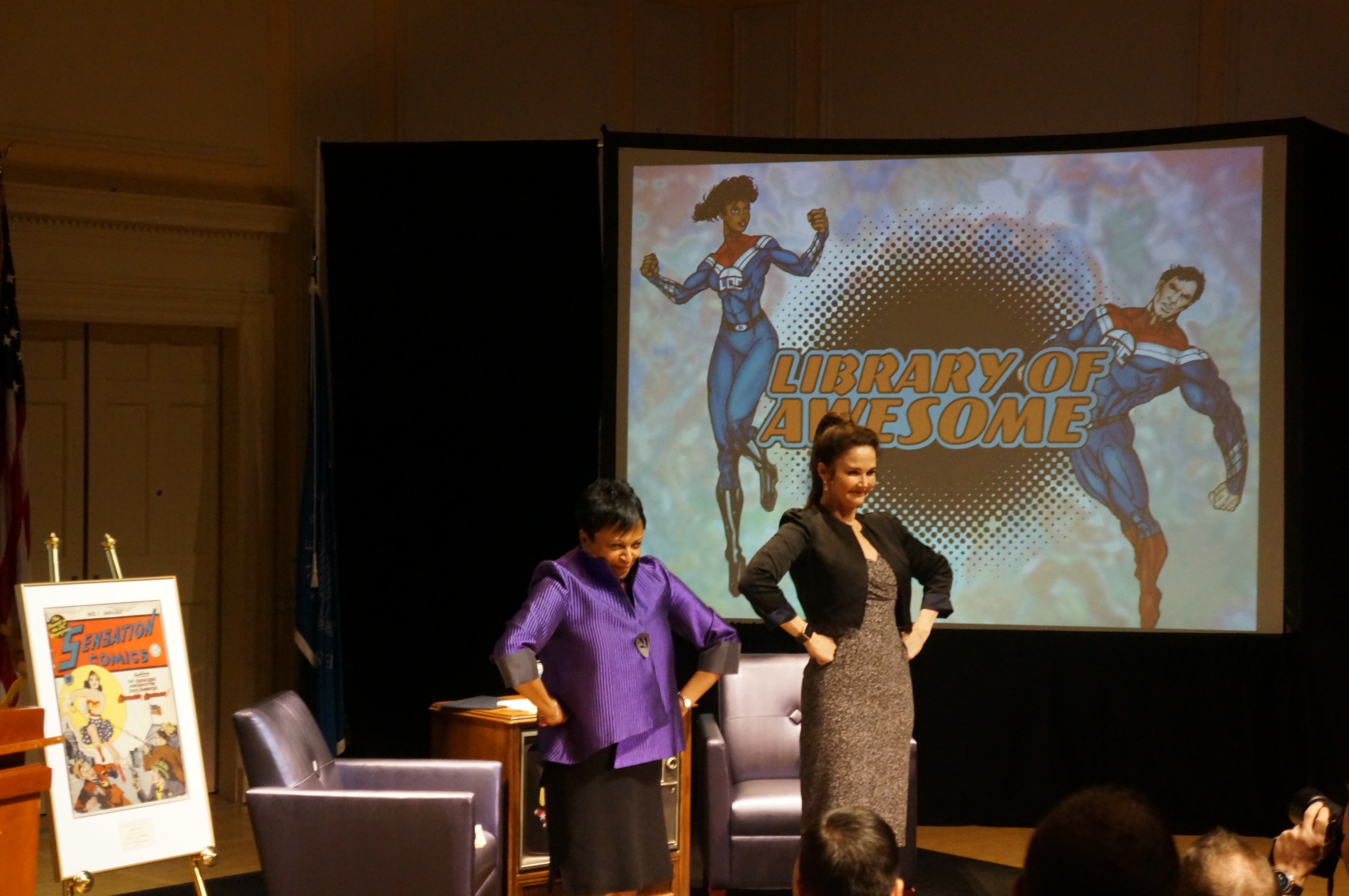
Hayden (esquerra) posa amb l'actriu Lynda Carter

Hayden va començar la seva carrera bibliotecària a la Biblioteca Pública de Chicago. De 1973 a 1979, va treballar com associada / bibliotecària infantil i, de 1979 a 1982, va ser coordinadora de serveis per a joves adults. De 1982 a 1987, va treballar com a coordinadora de serveis de biblioteca al Museu de Ciència i Indústria de Chicago.
Hayden es va mudar a Pittsburgh, on va ser professora associada a la Facultat de Ciències de la Informació de la Universitat de Pittsburgh de 1987 a 1991. En aquell moment, coneguts bibliotecaris afroamericans, com EJ Josey i Spencer Shaw, estaven a la mateixa facultat.
Més tard, va tornar a Chicago i es va convertir en comissionada adjunta i cap de la Biblioteca Pública de Chicago, càrrecs que va ocupar de 1991 a 1993. Mentre treballava a la Biblioteca Pública de Chicago, Hayden va conèixer a Michelle Obama i Barack Obama.
De 1993 a 2016, Hayden va ser directora executiva de la Biblioteca pública Enoch Pratt de Baltimore.

## Biblioteca pública Enoch Pratt
L'1 de juliol de 1993, Hayden va ser nomenada directora de la Biblioteca pública Enoch Pratt, el sistema de biblioteques públiques de Baltimore, Maryland.
Durant el seu mandat, va supervisar una cooperativa de biblioteques amb 22 ubicacions, centenars d'empleats i un pressupost anual de 40 milions de dòlars. També va supervisar la primera obertura d'una nova sucursal en trenta-cinc anys juntament amb la renovació de la sucursal central de la cooperativa, amb un cost de 112 milions de dòlars. Durant les protestes de 2015 per la mort de Freddie Gray, Hayden va mantenir obertes les biblioteques de Baltimore, un acte pel qual va rebre grans elogis.
Quan se la va interpel·lar sobre aquest fet a l'entrevista de la revista Time de 2016, va dir que la biblioteca es va convertir en un centre de responsabilitat en tancar moltes botigues de la comunitat i que «sabíem que [les persones] buscarien aquest lloc de refugi, alleugeriment i oportunitat». Va deixar aquest càrrec l'11 d'agost de 2016.

## Presidència de l'ALA
Com a presidenta de l'American Library Association (ALA) de 2003 a 2004, Hayden va triar el tema "Equitat d'accés".
També es va manifestar públicament en contra de la Llei Patriota, liderant una batalla per la protecció de la privacitat dels usuaris de biblioteca. Hayden es va oposar especialment als permisos especials continguts a la Secció 215 d'aquesta llei, que atorgaven al Departament de Justícia i al FBI el poder d'accedir als registres d'usuaris de la biblioteca. Sovint es va enfrontar públicament amb el llavors fiscal general dels Estats Units, John Ashcroft, pel llenguatge de la llei. Ashcroft sovint ridiculitzava a la comunitat bibliotecària, i va declarar que l'ALA havia estat «enganyada perquè s'oposés a les disposicions de la llei que faciliten als agents de l'FBI la cerca en els registres de la biblioteca». La resposta d'Hayden va ser immediata, assegurant que l'ALA estava «profundament preocupada perquè el Fiscal General fos tan obertament despectiu» (a la comunitat bibliotecària), al mateix temps que assenyalava que els bibliotecaris havien estat monitorats i sota vigilància de l'FBI des de McCarthy. Hayden va assegurar que Ashcroft hauria d'informar sobre el nombre de biblioteques que havien estat visitades sota les disposicions de la Secció 215. Hayden va declarar que la preocupació va sorgir per assegurar un equilibri «entre la seguretat i les llibertats personals».

Com a resultat de la seva defensa dels drets de tots els nord-americans, es va convertir en la Dona de l'Any 2003 de la revista Ms. En la seva entrevista amb la revista, va declarar: 
Les biblioteques són una pedra angular de la democràcia, on la informació és gratuïta i està disponible per a tothom per igual. La gent tendeix a donar això per fet i no s'adonen del que està en joc quan es posa en risc.
 També afegeix: «(els bibliotecaris) són activistes que participen en l'aspecte del treball social de la biblioteconomia. Ara som lluitadors per la llibertat...»Juntament amb les seves objeccions a la Llei Patriota, Hayden ha participat molt en programes de divulgació. Com a presidenta de l'ALA, va escriure: 
 En un moment en què el nostre públic es veu desafiat en múltiples fronts, hem de tornar a comprometre'ns amb l'ideal de proporcionar accés equitatiu a tots, a qualsevol lloc, en qualsevol moment i en qualsevol format... En adoptar finalment la igualtat d'accés, estarem afirmant els nostres valors centrals, reconeixent les realitats i assegurant el nostre futur. 
 Va ser molt coneguda pel programa de divulgació que va començar a la Biblioteca pública Enoch Pratt. Aquest programa va incloure «un centre extracurricular per a adolescents de Baltimore que ofereix assistència amb la tasca i assessorament universitari i professional». Per aquest motiu, Hayden va rebre el premi de Bibliotecària de l'Any de la revista Library Journal.
El gener de 2010, el president Barack Obama va anunciar la seva intenció de nomenar a Hayden membre de la Junta de Serveis del Museu i la Biblioteca Nacionals i de la Fundació Nacional de les Arts i les Humanitats.

## XIV Bibliotecària del Congrés

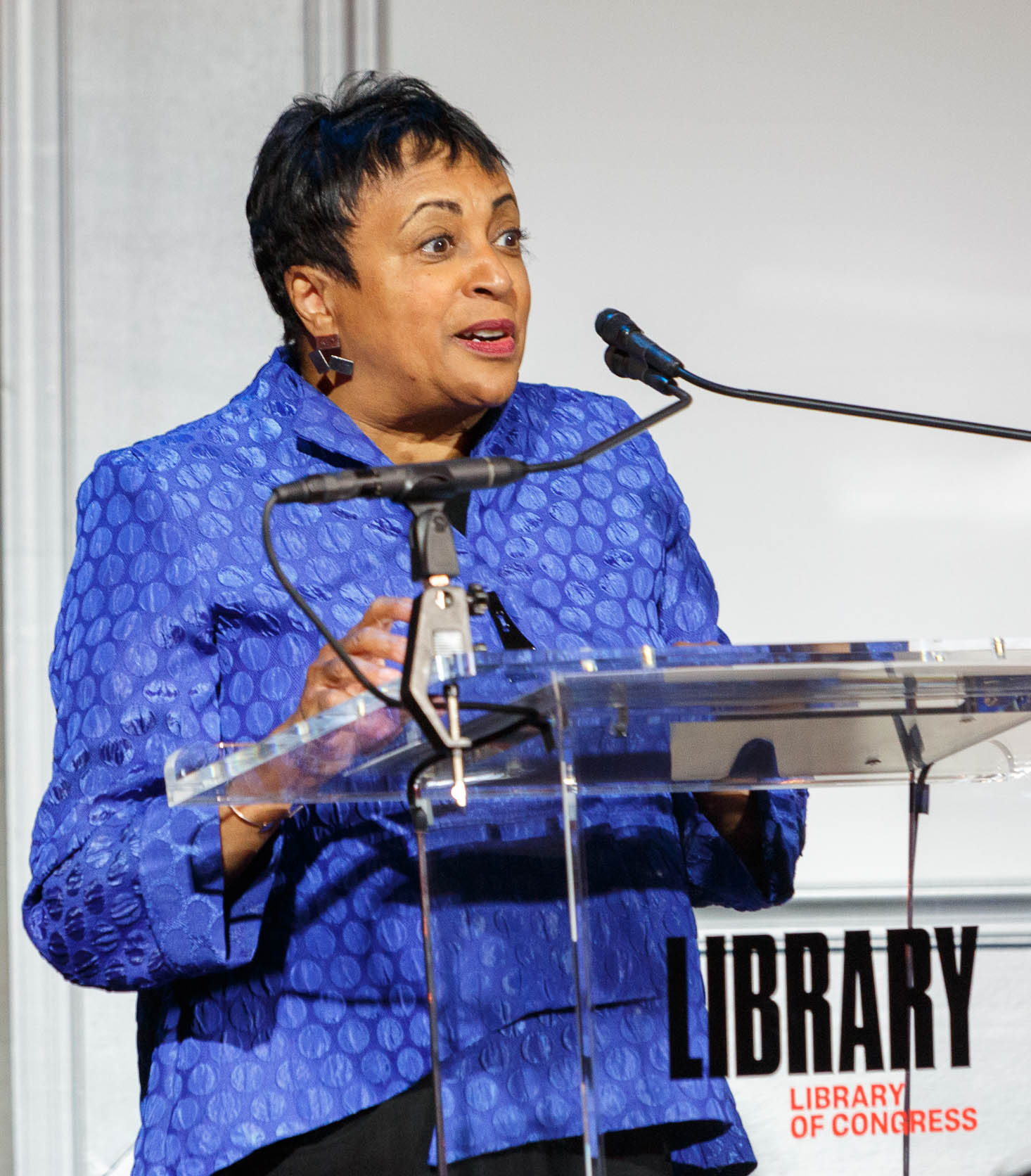
Hayden parla en 2019

El 24 de febrer de 2016, el president Barack Obama va nominar a Hayden com la propera bibliotecària del Congrés. En un comunicat de premsa de la Casa Blanca, el president Obama va declarar: 
 Michelle i jo coneixem a Carla Hayden des de fa molt temps, des dels seus dies treballant a la Biblioteca Pública de Chicago, i m'enorgulleix nominar-la per a dirigir la institució federal més antiga de la nostra nació com la nostra catorzena bibliotecària del Congrés. Hayden ha dedicat la seva carrera a modernitzar les biblioteques perquè tothom pugui participar en la cultura digital actual. Ella té l'experiència comprovada, la dedicació i el profund coneixement de les biblioteques de la nostra nació per a servir bé al nostre país i és per això que espero treballar amb ella en els pròxims mesos. Si es confirma, Hayden serà la primera dona i el primer afroamericà a ocupar el lloc, els quals estan retardats des de fa molt temps. 
 Després de la seva nominació, més de 140 organitzacions bibliotecàries, editorials, educatives i acadèmiques van signar una carta de suport. La carta destacava que el Congrés tenia «l'oportunitat d'equipar a la Biblioteca i al país amb la combinació única d'habilitats i sensibilitats professionals que la Dra. Hayden aportarà al càrrec».
La nominació va ser rebuda pel Senat dels Estats Units i remesa al Comitè de Regles i Administració. El 20 d'abril de 2016, aquest  Comitè, presidit pel senador Roy Blunt amb Charles E. Schumer com a membre de major rang, va celebrar l'audiència de confirmació. Hayden es va oposar a la Llei de Protecció d'Internet per a Nens de 2000 (CIPA), i això va ser un punt de conflicte en la seva nominació.
El 13 de juliol de 2016, va ser confirmada com a Bibliotecària del Congrés per una votació de 74-18 al Senat dels Estats Units. Hayden va prestar jurament davant del president de la Cort Suprema dels Estats Units, John Roberts, el 14 de setembre de 2016. Malgrat que més del 80 % dels bibliotecaris estatunidencs són dones, durant més de dos-cents anys el càrrec de Bibliotecari del Congrés va ser ocupat exclusivament per homes blancs, convertint a Hayden en la primera dona i el primer afroamericà a ocupar el càrrec. Cal destacar que també és bibliotecària de professió quan molts exbibliotecaris del Congrés han estat estudiosos i historiadors.
Com a bibliotecària del Congrés, Hayden va dir que espera continuar «el moviment per a obrir el cofre del tresor que és la Biblioteca del Congrés». També que gran part dels seus primers esforços se centrarien a construir i la retenció personal. En els pròxims cinc anys, Hayden se centrarà a assegurar-se que almenys la meitat dels 162 milions d'articles de la biblioteca estiguin digitalitzats, especialment col·leccions rares. Hayden espera que la biblioteca tingui presentacions i transmissions en viu i que les exposicions itinerants recorrin Amèrica i es relacionen amb la programació educativa per a nens en edat escolar.
Hayden aspira a modernitzar la institució durant el seu mandat, preservant la col·lecció i modernitzant l'accés a ella, ja que serà la primera bibliotecària del Congrés nomenada «des de l'arribada d'Internet». En un comunicat de premsa de l'Oficina de l'ALA a Washington, la seva presidenta, Julie Todaro, va dir: "Hayden té una profunda comprensió del paper integral que exerceixen les biblioteques en l'educació formal, l'aprenentatge basat en la comunitat i la promoció d'oportunitats individuals i el progrés de la comunitat. Crec que a través del seu lideratge visionari, la Biblioteca del Congrés aviat reflectirà l'entorn d'informació en ràpida evolució de la societat, al mateix temps que preservarà amb èxit el registre cultural dels Estats Units". Ella va parlar del seu desig d'arribar a persones fora de Washington DC, especialment a àrees rurals i en formats accessibles per a persones amb discapacitats visuals. Un altre dels seus objectius principals és millorar la infraestructura i la «capacitat tecnològica» de la Biblioteca del Congrés. No està decidida si l'Oficina de Drets d'Autor dels Estats Units, supervisada per la Biblioteca, ha de ser independent de la Biblioteca, però creu que l'Oficina hauria de ser «completament funcional» i poder complir amb els seus mandats per a protegir als creadors.
El gener de 2017, Hayden va rebre a Daliyah Marie Arana, de quatre anys, com a Bibliotecària del Congrés pel dia.

## Reconeixements
En 1995, Hayden va rebre el Premi Nacional de Bibliotecària de l'Any per la revista Library Journal, convertint-se en el primer afroamericà a rebre aquest prestigiós premi. El seu compromís amb l'equitat d'accés va ser fonamental per a l'honor.
- 1995: Library Journal, Premi Bibliotecari de l'Any.
- 1995: Universitat de Loyola Maryland, Medalla Andrew White.
- 1996: DuBois Circle of Baltimore, Premi Legacy of Literacy.
- 1998: Universitat Johns Hopkins, Medalla del President
- 2003: The Daily Rècord, Top 100 Women de Maryland.[45]
- 2003: Ms. Magazine, Dona de l'any.
- 2006: American Library Association, Jean E. Coleman Library Outreach Lecture.[46]
- 2013: American Library Association, Premi Joseph W. Lippincott.[47]
- 2015: American Library Association, Jean E. Coleman Library Outreach Lecture.
- 2016: Fortune, els 50 líders més grans del món.[48]
- 2017: títol honorari del Col·legi de William & Mary.[49]
- 2018: membre honorari, American Library Association.
- Premio Biblioteca Newberry per servei a les Humanitats.
- Coalició de 100 dones negres, premi portador de la torxa.
- Col·legi de Notre Dame de Maryland, Premi Pro Urbs.
- Gran Lliga Urbana de Baltimore, Premi Whitney M. Young, Jr.
- Premi Líder YWCA, Baltimore.
- Medalla de distinció de Barnard College.
- Universitat de Baltimore, títol honorari de Doctor en Lletres Humanes.
- Universitat Estatal Morgan, títol honorari de Doctor en Lletres Humanes.
- McDaniel College, títol honorari de Doctor en Lletres Humanes.
- Universitat de Wake Forest, títol honorari de Doctor en Lletres Humanes.[50]
- 2019: Universitat de Nova York, títol honorari de Doctor en Lletres Humanes.

## Filiacions
- 2015–2016: Fundació de la comunitat de Baltimore, Fideïcomissari.[51]
- Maryland African American Museum Corporation, Membre de la Junta.
- Goucher College, membre de la Junta.
- Franklin and Eleanor Roosevelt Institute and Library, Membre de la Junta.
- Societat Històrica de la Ciutat de Baltimore, Membre de la Junta.
- Baltimore Reads, membre de la Junta.
- Societat Històrica de Maryland, Membre de la Junta.
- Greater Baltimore Cultural Alliance, Membre de la Junta.
- Open Society Institute – Baltimore, Membre de la Junta.
- PALINET, Membre de la Junta.
- Hospital del Sinaí, membre de la Junta.
- Facultat de Ciències de la Informació de la Universitat de Pittsburgh, Membre de la Junta.
- 2007 – Baltimore Gas and Electric, Membre de la Junta.[52]
- 2010 – Junta de Serveis del Museu Nacional i de la Biblioteca, membre.[53]
- 2010 – Fundació Nacional de les Arts i les Humanitats, Membre.
- Campanya de caritat combinada de la ciutat de Baltimore, president.
- Institut Americà d'Estudis Psicològics Urbans, Membre de la Junta.
- Institut Kennedy-Krieger, Membre de la Junta.
- Museu d'Història Afroamericana de Maryland, Membre de la Junta.
- YWCA, Membre de la Junta.
- Consell de Biblioteques Urbanes, Membre de la Junta.

## Publicacions
- RTK Editorial Committee; American Library Association. «A New Way of Thinking about Librarians by Carla Hayden». A: Schuman. Your Right to Know: Librarians Make It Happen: Conference Within a Conference Background Papers.  Chicago, IL: American Library Association, 1992, p. 34–37. OCLC 30037844.

### Llibres
- Hayden, Carla. Venture into Cultures: A Resource Book of Multicultural Materials and Programs. 1st.  Chicago, IL: American Library Association, 1992. ISBN 978-0-838-90579-1. OCLC 24953316. – 2nd revised edition builds upon this edition
- Hayden, Carla Diane. A Frontier of Librarianship: Services for Children in Museums.  Chicago, IL: University of Chicago, 1987. OCLC 23706364.

### Capítols de llibres
- American Library Association. Office for Literacy and Outreach Services; Hayden. Osborne. From Outreach to Equity: Innovative Models of Library Policy and Practice.  Chicago, IL: American Library Association, 2004, p. ix–x. ISBN 978-0-838-93541-5. OCLC 54685483.
- Hayden, Carla D. «New approaches to black recruitment». A: Josey. The Black Librarian in America Revisited.  Metuchen, NJ: Scarecrow Press, 1994, p. 55–64. ISBN 978-0-810-82830-8. OCLC 29519257.

### Articles seleccionats
- Hayden, Carla D. «Museum of Science and Industry Library». Science & Technology Libraries, 6, 1–2, 1985, pàg. 47–54. DOI: 10.1300/J122v06n01_06.
- Hayden, Carla D. «Literature for and about black adolescents». Illinois Libraries, 68, 1986, pàg. 372–374.
- Hayden, Carla; Raseroka, Helen Kay «The Good and the Bad: Two Novels of South Africa». Children's Literature Association Quarterly, 13, 2, 1988, pàg. 57–60. DOI: 10.1353/chq.0.0619.
- Hayden, Carla D. «Multicultural Literature and Library Services for Children: A Continuing Challenge for the New Century». A: 55th IFLA Council and General Conference Paris, France 19-26 August 1989.  The Hague (Netherlands): IFLA General Conference, 1989, p. 2–4. OCLC 438720810.
- Hayden, Carla D (1991). Children and Computer Technology in American Libraries. Books by African-American authors and illustrators for children and young adults, 14.
- Hayden, Carla D (2003). ALA reaffirms core values, commitment to members. Newsletter On Intellectual Freedom, 52(6), 219
- Hayden, Carla D (2003). Equity of Access—the Time Is Now. American Libraries, 34(7), 5.
- Hayden, Carla D (2003). ALA President's Message: Something for Everyone@ Your Library. American Libraries, 5–5
- Hayden, Carla D (2003). ALA President's Message: What Are Libraries For?. American Libraries, 5–5
- Hayden, Carla D (2004). ALA President's statement to Judiciary Committee. Newsletter On Intellectual Freedom, 53(1), 1–35
- Hayden, Carla D (2004). ALA President's Message: The Equity Struggle Must Continue. American Libraries, 5–5.
- Hayden, Carla D (2004). ALA President's Message: Libraries Matter Because People Believe in Them. American Libraries, 35(1), 5–5.
- Hayden, Carla D (2004). ALA President's Message: Advocacy from the Outside and from Within. American Libraries, 35(2), 5–5.
- Hayden, Carla D (2004). ALA President's Message: Reaching Out to the Underserved. American Libraries, 35(3), 5–5
- Hayden, Carla D (2004). ALA President's Message: Building accessibility for all. American Libraries, 35(4), 5–5.
- Hayden, Carla D (2008). Free Is Our Middle Name. Unabashed Librarian, (146), 10–11.

### Tesi/dissertació
- Waters, Carla Diane Hayden. A Public Library Program for the Parent and Preschool Child.  Chicago, IL: University of Chicago, 1977. OCLC 6178030.